# Ozero Teklits
Ozero Teklits (ryska: Озеро Теклиц) är en sjö i Belarus.   Den ligger i voblasten Vitsebsks voblast, i den norra delen av landet, 130 km nordost om huvudstaden Minsk. Ozero Teklits ligger 163 meter över havet. Arean är 1,5 kvadratkilometer. Den sträcker sig 1,9 kilometer i nord-sydlig riktning, och 1,3 kilometer i öst-västlig riktning.
I omgivningarna runt Ozero Teklits växer i huvudsak blandskog. Runt Ozero Teklits är det ganska glesbefolkat, med 22 invånare per kvadratkilometer.